# Edward Adelbert Doisy
Edward Adelbert Doisy (Hume, Illinois, 1893. november 13. – Saint Louis, Missouri, 1986. október 23.) amerikai biokémikus. 1943-ban Henrik Dammal közösen elnyerte az orvostudományi Nobel-díjat a K-vitamin felfedezéséért.

## Élete
Edward Doisy az Illinois állambeli Hume városában született 1893. november 13-án Edward Perez Doisy kereskedelmi ügynök és felesége, Ada Alley gyermekeként. Doisy az Illinoisi Egyetemre járt, ahol 1914-ben B.Sc., 1916-ban pedig M. Sc. oklevelet kapott. Ezután a Harvardon tanult biokémiát, de 1917-ben bevonult a hadseregbe és az első világháborúban mint katonaorvos szolgált. 1919-ben visszatért az egyetemre és 1920-ban PhD fokozatot szerzett.
1919-től 1923-ig a St. Louisi Washington Egyetemen dolgozott és gyorsan emelkedett a ranglétrán előadótól adjunktusig, 1923-ban pedig a St. Louisi Egyetem orvostudományi szakán lett a biokémia professzora. Egy évvel később kinevezték a biokémiai tanszék vezetőjévé, ahol egészen 1965-ös visszavonulásáig megmaradt. 

## Tudományos munkássága
Doisy kutatásai elsősorban a szexhormonokra és a K-vitaminra irányultak. Edgar Allennel közösen továbbfejlesztette a vaginális kenet citológiai feldolgozását, hogy tanulmányozhassa patkányokban az ösztrogének hatását.
1929-1930-ban izolálta az első ismert női szteroidhormont, az ösztront. Vele egyidejűleg Adolf Butenandt is megoldotta a problémát, de csak a német kapott érte kémiai Nobel-díjat 1939-ben.
1936-ban ösztradiolt izolált sertések petefészkéből és megbecsülte koncentrációját a tüszők liquorjában.
Miután a dán Henrik Dam felfedezte a K-vitamint, Doisy 1936-ban foglalkozni kezdett az anyaggal és kimutatta, hogy két változata létezik, a K1 és K2 vitaminok. Az elsőt lucernából, a másodikat halból izolálta. Megállapította a molekulájuk szerkezetét és a K1-et sikeresen szintetizálta is, amivel lehetővé tette olcsó gyógyszerként való alkalmazását a vérzékenységben szenvedő betegek számára.
A K-vitaminnal végzett munkájáért Doisy 1943-ban – Henrik Dammal megosztva – elnyerte az orvostudományi Nobel-díjat.
Doisy és munkatársai kidolgozták az inzulin egy olyan formáját, amellyel hatékonyabban lehetett kezelni a cukorbetegséget, ezen felül kutatták az antibiotikumok hatásmódját és az epesavak metabolizmusát.
Edward Doisyt díszdoktorává avatta a Yale, St. Louisi Washington, Chicagói, Illinoisi, St. Louisi, valamint a Párizsi Egyetemek. 1965-ben, visszavonulása alkalmából az egyetem róla nevezte el a biokémiai tanszéket, amelynek majdnem negyven évig volt a vezetője. 

## Családja
Edward Doisy 1918-ban házasodott össze Alice Ackerttel. Négy fiuk született, Edward Jr., Robert, Philip és Richard.
Edward Adelbert Doisy 1986. október 23-án hunyt el szívelégtelenségben, 3 héttel a 93. születésnapja előtt.